# Верхнее Ломами
Верхнее Ломами (фр. Haut-Lomami) — провинция Демократической Республики Конго, расположенная на юге страны. Административный центр — город Камина.

## География
До конституционной реформы 2005 года Верхнее Ломами была частью бывшей провинции Катанга. По территории провинции протекает река Ломами.

## Население
Население провинции — 2 540 127 человек (2005).

## Территории
- Букама[англ.]
- Кабонго
- Камина
- Каниама
- Малемба-Нкулу